# جان اوکویه ابوکا
جان اوکویه ابوکا (زادهٔ ۱۲ نوامبر ۱۹۹۶) یک بازیکن فوتبال اهل نیجریه است. که در پست مهاجم بازی می‌کند.